# إيرباص
إيرباص ساس (بالإنجليزية: Airbus SAS)‏ (تُلفظ بالإنجليزية: ‎/ˈɛərbʌs/‏)،
تنطق بالفرنسية: [ɛʁbys]

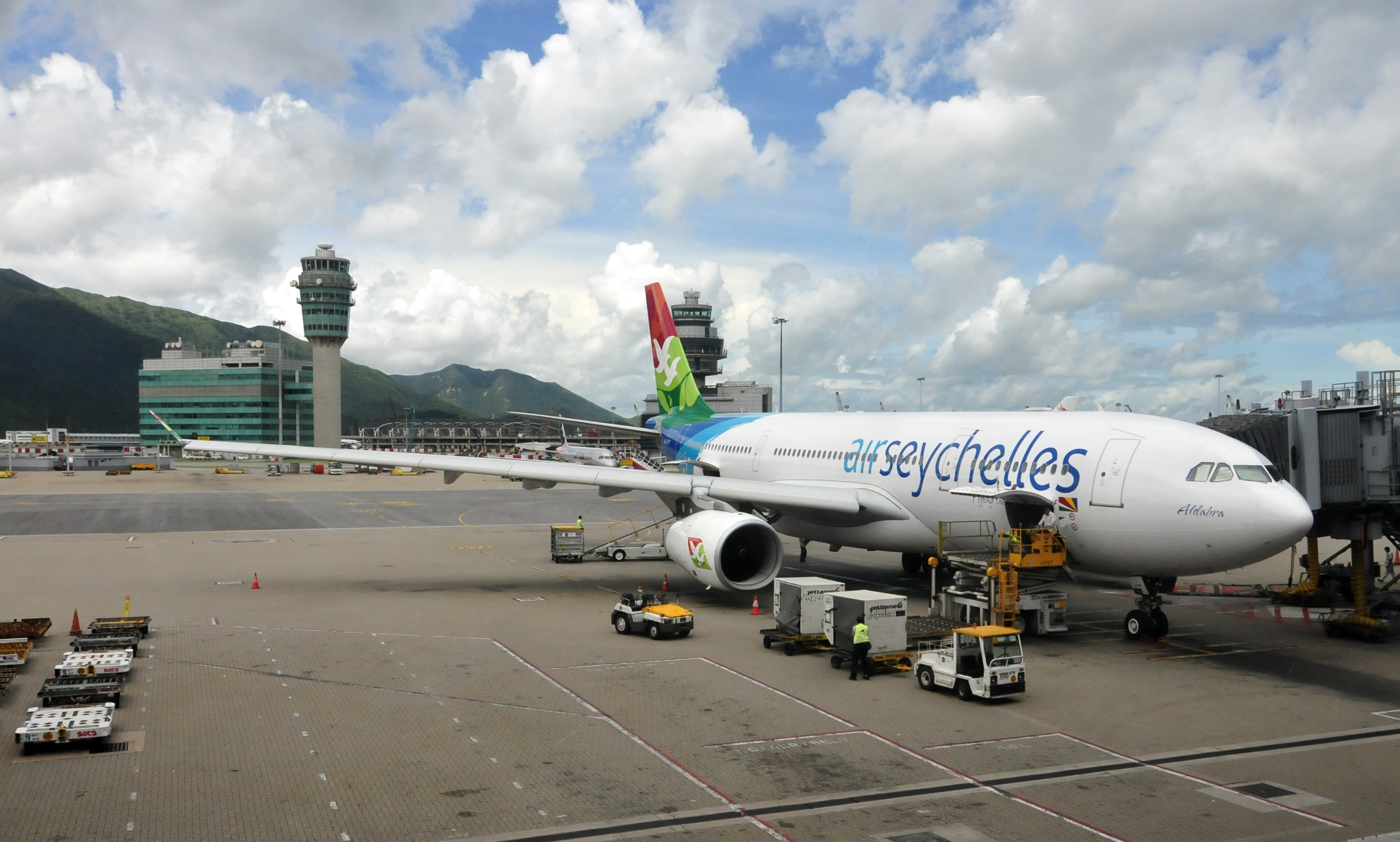
A 330-200

،تُلفظ بالألمانية: [ˈɛ:ɐbʊs]. هي شركة صناعة الطائرات التابعة لشركة EADS، الشركة الأوروبية للصناعات الجوية. ويقع مقرها في تولوز، فرنسا، وهي ذات نشاط كبير في جميع أنحاء أوروبا، حيث تنتج ما يقرب من نصف طائرات العالم النفاثة.
بدأت إيرباص باِعتبارِها «اتحاد لشركات تصنيع الطائرات» ثم سَمَحَ لها اتحاد الدفاع الأوروبي وشركات الطيران في مطلع القرن بإنشاء شركة مساهمة مبسطة في عام 2001، تعود ملكيتها لإي إيه دي إس (80 ٪) وبي إيه إي سيستمز (20 ٪). ثم باعت شركة «بي إيه إي» حصتها بعد فترة طويلة لشركة «أي ايه دي اس» في يوم 13 أكتوبر عام 2006.
تُوظف إيرباص حوالي 57,000 شخص في ستة عشر موقعا في أربعة بلدان بالاتحاد الأوروبي هم، ألمانيا، فرنسا، المملكة المتحدة، وإسبانيا. يقع مقر التجميع النهائي للإنتاج في تولوز، (فرنسا)، هامبورغ (ألمانيا)، إشبيلية (إسبانيا)، ومنذ عام 2009، تيانجين (الصين). ولدى إيرباص فروع أيضا في كل من الولايات المتحدة، اليابان والصين. أصبحت إيرباص الشركة رقم واحد عالمياً في إنتاج وتسويق الطائرات المجدية تجاريا.

## التاريخ
بدأت إيرباص إنداسترى باِعتبارِها اتحاد شركات طيران أوروبية لتنافس شركات أميركية مثل بوينغ، ماكدونال دوغلاس، ولوكهيد.
في حين أن العديد من الطائرات الأوروبية كانت مبتكرة، إلا أن حتى أنجح الطائرات كان إنتاجها ضئيل. في سنة 1991، وصف "جان بيرسون" الرئيس التنفيذي والعضو المنتدب لشركة إيرباص، عددا من العوامل التي تفسر الوضع المهيمن لشركات صناعة الطائرات الأميركية "حيث وضح أن الكتلة البرية للولايات المتحدة جعلت النقل الجوي هو الوسيلة المفضلة للسفر. وقد فوضت اتفاقية أنجلو-أمريكا في سنة 1942 إنتاج طائرات النقل للولايات المتحدة، كما تركت الحرب العالمية الثانية لأميركا صناعة "مربحة، نشطة، وقوية."
في منتصف الستينيات، بدأت المفاوضات المبدئية بشأن النهج التعاوني الأوروبي. حيث تراءى هذا المتطلب لشركات الطائرات الفردية، وفي سنة 1959 أعلن هوكر سايدلي عن نسخة "إيرباص" من الطائرة التجارية ارمسترونغ ويتوورث AW.660، والتي "ستكون قادرة على حمل ما يصل إلى 126 راكبا على مسارات قصيرة جدا بتكلفة تشغيل مباشرة حوالي 2 جنيه استرليني لكل ميل بحري. بالرغم من ذلك فقد كانت شركات صناعة الطائرات الأوروبية مدركة لمخاطر هذا التطور، وبدأت تقبل، جنبا إلى جنب مع حكوماتها، أن التعاون مطلوب لتطوير مثل هذه الطائرة، وللمنافسة مع المصنعين الأكثر قوة بالولايات المتحدة. في معرض باريس الجوي سنة 1965 ناقشت الخطوط الجوية الأوروبية الكبرى بصورة غير رسمية احتياجاتها من طائرات إيرباص "الجديدة" القادرة على نقل 100 راكبا أو أكثر على مدى مسافات قصيرة إلى متوسطة بتكلفة منخفضة. كَون "هوكر سايدلي" في نفس العام (بإيعاز من الحكومة البريطانية) فريقا مع بريكو ونورد لدراسة تصميمات إيرباص. حيث أصبح فريق سايدلي هوكر / بريكو / نورد HBN 100 أساسا لمواصلة المشروع. فبحلول سنة 1966 أصبح الشركاء سود للطيران، ولاحقا ايروسباسيال (فرنسا)، Arbeitsgemeinschaft إيرباص، دويتشه إيرباص (ألمانيا) وهوكر سايدلي (المملكة المتحدة). قُدم طلب للحصول على تمويل إلى الحكومات الثلاث في أكتوبر سنة 1966.

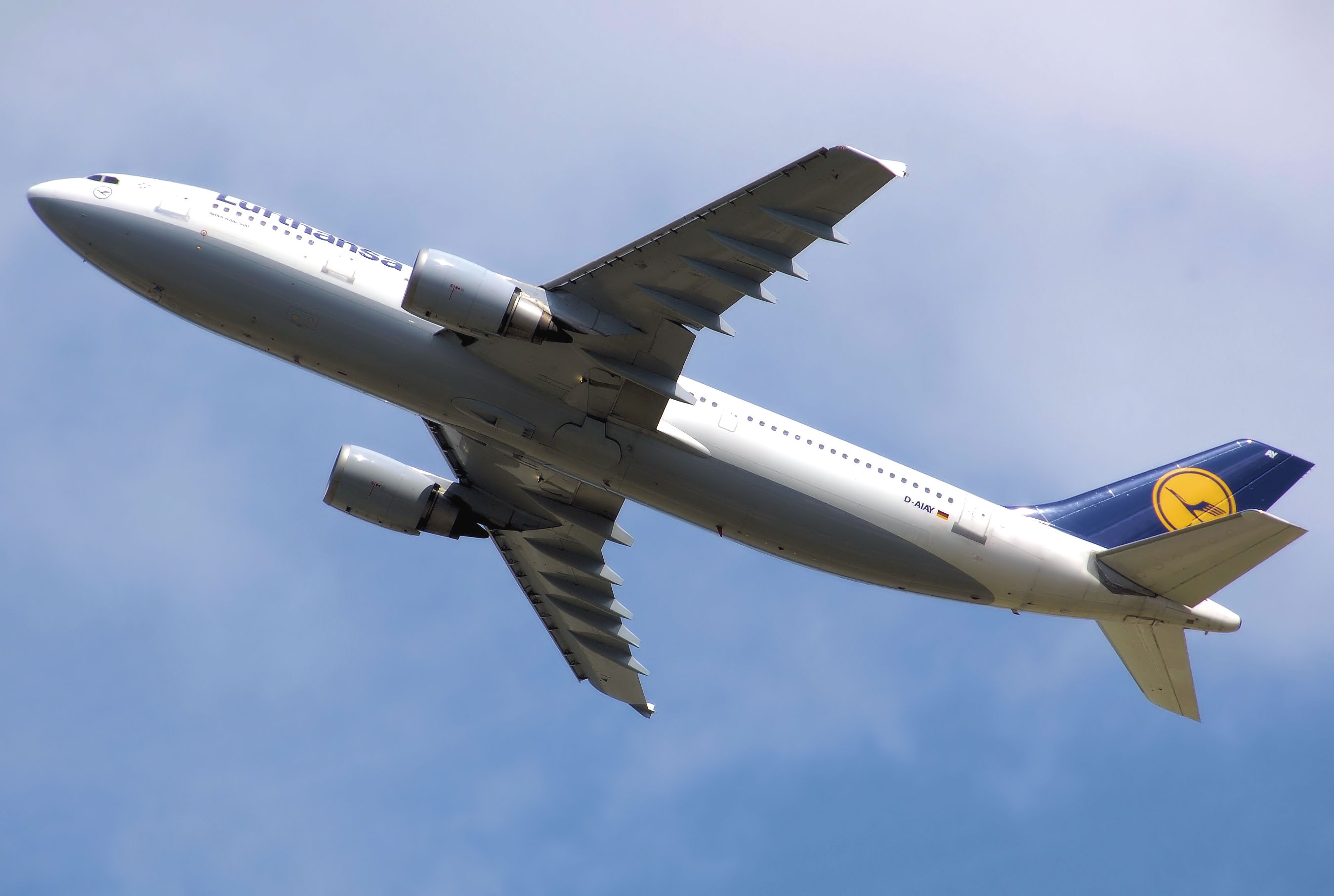
إيرباص إيه 300بي4 - 600أر

في أوائل سنة 1967، بدأ تطبيق طراز إيه 300 حيث تَطور ليشمل 320 مقعد، وتصبح طائرة ذات محركان. في 25 يوليو سنة 1967، اتفقت الحكومات الثلاث على البدء في مرحلة التعريف بتوضيح الرسالة:
| "For the purpose of strengthening European co-operation in the field of aviation technology and thereby promoting economic and technological progress in Europe, to take appropriate measures for the joint development and production of an airbus". |
| — |

بعد وقت قصير من الاتفاق، تم تعيين روجيه بيتيل المدير الفني للمشروع. حيث قام بتطوير مبدأ تقسيم العمل الذي من شأنه أن يكون أساسا لإنتاج إيرباص للسنوات التالية حيث تم كالتالي: فرنسا تصنع قمرة القيادة، مراقبة الطيران، والقسم السفلي من منتصف جسم الطائرة؛ أما هوكر سايدلي، الذي قد أعجب بتكنولوجيا ترايدنت، فقام بتصنيع الأجنحة؛ وتقوم ألمانيا بصناعة الأجزاء الأمامية والخلفية من جسم الطائرة، بالإضافة لمنتصف الجزء العلوي؛ أما هولندا فمن شأنها أن تصنع الجنيحات الإضافية والكابح، وأخيرا إسبانيا (بعد أن تصبح شريكا كاملا) من شأنها أن تصنع ذيل الطائرة الأفقي. في 26 سبتمبر، 1967، وقعت حكومة ألمانيا وفرنسا وبريطانيا مذكرة تفاهم في لندن مما يسمح لهم بمتابعة دراسات التنمية والتطوير. مما أكد أن «سود للطيران» هي «الشركة رائدة»، وأن فرنسا والمملكة المتحدة سوف يكون لكل منهما 37.5 ٪ من الأعمال المشتركة، أما حصة ألمانيا فهي 25 ٪، وبأن شركة رولز رويس ستصنع المحركات.
في العامين التاليين لهذا الاتفاق، أعربت كلا من الحكومة البريطانية والفرنسية عن شكوكها إزاء المشروع. حيث أفادت مذكرة التفاهم أن هناك 75 طلب يجب أن يُلبى في موعد أقصاه 31 يوليو، 1968. بالرغم من ذلك فقد أدى الدعم الفاتر من شركات الطيران لطراز إيرباص إيه 300 ذات ال300 مقعد، إلى تقديم عرض طراز A250 (التي أصبحت إيه 300 بي) لعمل طائرة ذات 250 مقعد بالمحركات الحالية. مما أدى إلى خفض جذري في تكاليف التطوير، حيث يمثل محرك رولز رويس RB207 نسبة كبيرة من هذه التكاليف. وقد واجه RB207 أيضا عدة صعوبات، حيث كانت رولز رويس تركز جهودها على تطوير محرك رولز رويس أر بي 211 لطائرة ,لوكهيد إل 1011  من جانبها هددت الحكومة الفرنسية بالانسحاب من المشروع بسبب القلق بشأن تمويل تطوير طراز إيه 300 كونكورد وداسو ميركيور في نفس الوقت، ولكن تم اقناعهم بعكس ذلك. بعد أن أعلنت عن قلقها إزاء عرض إيه 300بي في ديسمبر سنة 1968، وخوفا من أنها لن تسترد استثماراتها بسبب الافتقار إلى المبيعات، أعلنت الحكومة البريطانية انسحابها في 10 أبريل 1969. انتهزت ألمانيا هذه الفرصة لزيادة حصتها من المشروع لتصل إلى 50 ٪. نظرا لمشاركة هوكر سايدلي حتى تلك النقطة كانت فرنسا وألمانيا مترددة في اتخاذ تصميمها لجناح الطائرة. إلا أنه تم السماح للشركة البريطانية بمواصلة العمل كمقاول من الباطن. حيث قامت هوكر سايدلي باستثمار 35 مليون جنية إسترليني في الأدوات، وقد طلبت المزيد من رأس المال، وحصلت على 35 مليون جنية إسترليني قرض من الحكومة الألمانية.

### تشكيل شركة إيرباص

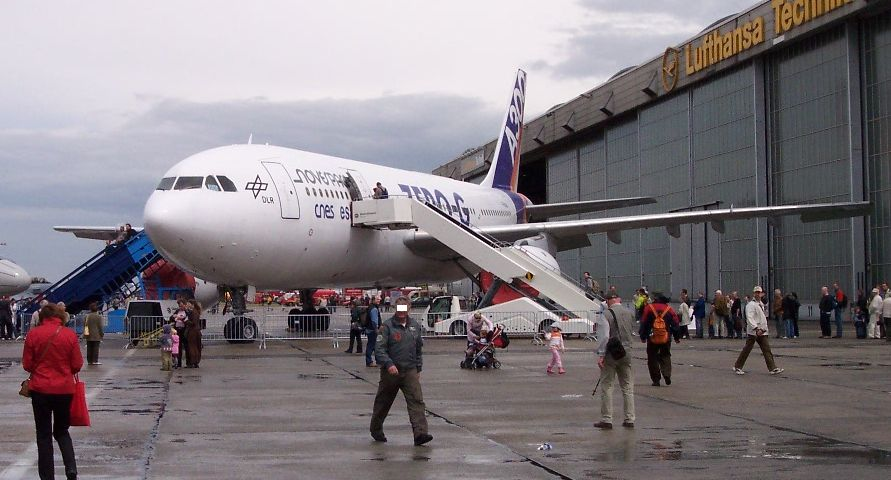
إيرباص إيه 300، أول طراز طائرة أطلقته إيرباص.

أُنشأت إيرباص رسميا باعتبارها تجمع من أجل المصلحة الاقتصادية بتاريخ 18 ديسمبر 1970. وكانت قد تشكلت من خلال مبادرة حكومية بين فرنسا وألمانيا والمملكة المتحدة والتي نشأت في عام 1967. تم أخذ اسم «إيرباص» من مصطلح غير مسجل كان يستخدم في صناعة الطيران في الستينيات ليشير إلى طائرة تجارية ذات حجم ومدى معين، وقد كان هذا المصطلح مقبولا لغويا في الفرنسية. أخذ كلا من ايروسباسيال وإيرباص دويتشه حصة 36.5 ٪ من أعمال الإنتاج، وأخذ هوكر سايدلي 20 ٪ وفوكر-في إف دبليو 7 ٪. حيث تقوم كل شركة بتوريد كل أجزائها مجهزة تجهيزا كاملا، جاهزة للطيران. في أكتوبر 1971 اشترت الشركة الإسبانية كازا حصة 4.2 ٪ من شركة إيرباص، مع تخفيض حصص ايروسباسيال ودويتشه إيرباص في الشركة إلى 47.9 ٪. وفي يناير 1979 استحوذت بريتش ايروسبيس، والتي اشترت هوكر سايدلي في عام 1977، على حصة 20 ٪ من شركة إيرباص. انخفضت حصص غالبية المساهمين إلى 37.9 ٪، في حين احتفظت كازا بنسبة 4.2 ٪.
في عام 1972، قامت إيه 300 برحلتها الأولى حيث تم إنتاج أول نموذج منها، وقد دخلت A300B2 الخدمة في عام 1974. كان نجاح الاتحاد في البداية سيئا ولكن بحلول عام 1979 كان هناك 81 طائرة في الخدمة. وقد تم إطلاق A320 في عام 1981 والتي ضمنت مركز إيرباص كلاعب رئيسي في سوق الطائرات - وقد طُلب منها أكثر من 400 طائرة قبل رحلتها الأولى، مقارنة ب 15 لA300 في عام 1972.

### الانتقال إلى إيرباصساس
إن الإبقاء على الإنتاج والأصول الهندسية من قبل الشركات الشريكة قد جعل من إيرباص شركة مبيعات وتسويق. وقد أدى هذا التنظيم إلى انعدام الكفاءة نتيجة لصراعات المصالح المتلازمة التي واجهتها الشركات الأربع; حيث كانوا مساهمين، وفي نفس الوقت مقاولين من الباطن للاتحاد. فتعاونت الشركات على تطوير إيرباص، ولكنهم قاموا بحماية التفاصيل المالية لأنشطة الإنتاج الخاصة بهم، وسعت كل منهم إلى تحقيق أقصى استفادة من أسعار التحويل من عمليات التجميع الفرعي.
في أوائل التسعينيات صرح الرئيس التنفيذي لشركة إيرباص «جان بيرسون» بأنه ينبغي التخلي عن GIE وإنشاء «إيرباص» شركة تقليدية. ومع ذلك، فإن الصعوبات المتمثلة في إدماج وتقييم الأصول لأربع شركات، فضلا عن المسائل القانونية، أخرت هذه المبادرة. وفي ديسمبر عام 1998، حين أفيد أن «بريتش ايروسبيس» و«داسا» كانتا على وشك الاندماج، أوقفت «ايروسباسيال» المفاوضات بشأن تحويل شركة إيرباص؛ حيث خشيت الشركة الفرنسية من تجمع «بريتش ايروسبيس / داسا»، والذي سيملك 57.9 ٪ من شركة إيرباص، أي سوف تسيطر على الشركة حيث أصرت على وجود انقسام بنسبة 50/50. ومع ذلك، لم تُحل هذه القضية في يناير عام 1999 عندما تخلت «بريتش ايروسبيس» عن المحادثات مع «داسا» لصالح الاندماج مع ماركوني للنظم الالكترونية لتصبح بي إيه إي سيستمز. ثم في عام 2000 ثلاث من أربع شركات (شركة دايملر كريسلر ايروسبيس «داسا»، خلفا لدويتشه إيرباص؛ - ايروسباسيال ماترا، خلفا لسود للطيران، وكاسا) اندمجوا ليشكلوا اي ايه دي اس (بالإنجليزية: EADS)‏، لتبسيط هذه العملية. أي ايه دي اس تملكها الآن شركة إيرباص فرنسا، وشركة إيرباص دويتشلاند وشركة إيرباص España، بنسبة 80 ٪ من شركة إيرباص. تم نقل الأصول الإنتاجية ل «بي ايه أي سيستمز» و«أي ايه دي اس» للشركة الجديدة، إيرباص ساس في مقابل أسهم في تلك الشركة.

### بيع شركة «بي ايه أي»، وجدل A380

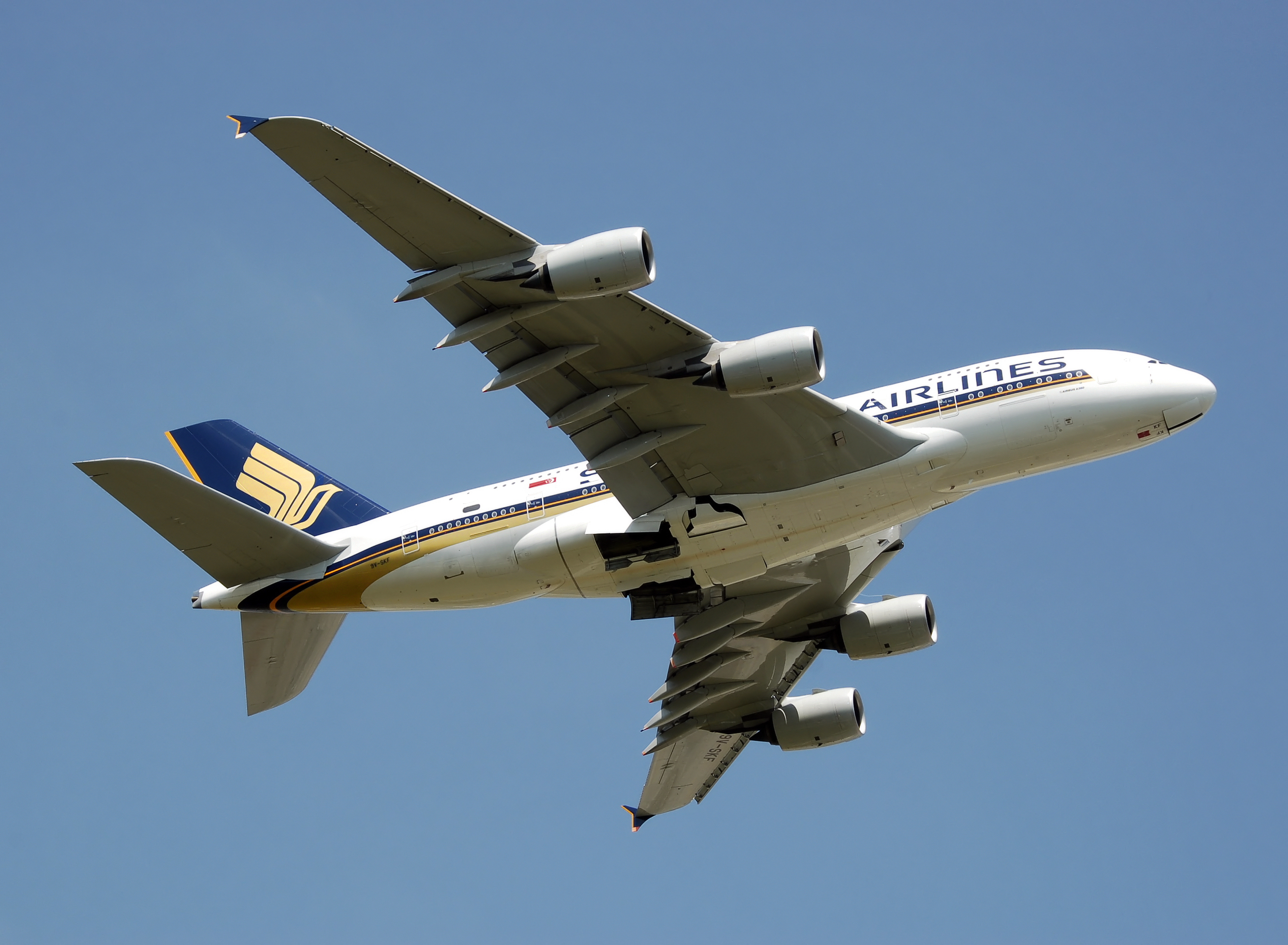
الخطوط الجوية السنغافورية A380 يغادر مطار لندن هيثرو (2009)

في 6 أبريل 2006 صرحت «بي بي سي نيوز» أن «بي إيه إي سيستمز» ستبيع حصتها، التي «قُيمت بالمتوسط» 3.5 مليار يورو (أي 4.17 مليار دولار أمريكي). وقد نظر كثير من المحللين إلى هذه الخطوة على أنها خطوة لجعل الشراكات مع الشركات الأميركية أكثر قابلية للتحقيق، سواء من الناحية المالية أوالسياسية. وبحثت شركة «بي إيه إي» الاتفاق على السعر مع «إي إيه دي إس» من خلال عملية غير رسمية. ومع ذلك، ونظرا لبطء وتيرة المفاوضات والخلافات على الأسعار، مارست شركة «بي ايه أي» الخيار الموضوع الذي شهد تعيين بنك الاستثمار روتشيلد لإعطاء تقييم مستقل.
في يونيو 2006، أصبحت إيرباص متورطة في جدل دولي كبير بعد إعلانها عن مزيد من التأخيرات في تسليم طراز إيرباص إيه 380. وفي اعقاب هذا الإعلان، انخفضت قيمة الأسهم المرتبطة بنسبة تصل إلى 25 ٪ في غضون أيام، على الرغم من أنه سرعان ما تعافى قليلا. تبع ذلك مزاعم عن تعاملات داخلية في جزء نويل فورجار الرئيس التنفيذي لشركة «إي إيه دي إس»، مع الشركة الأم. وقد سبب فقدان القيمة المرتبطة في قلق بالغ من جانب الشركة البريطانية، حيث وصفت صحيفة المستقلة صف «غاضب» بين الشركة وشركة «إي إيه دي إس»، مع اعتقاد شركة «بي إيه إي» أن تصميم الإعلان يهدف إلى خفض قيمة حصتها. قامت مجموعة فرنسية للمساهمين برفع دعوى جماعية ضد «اي ايه دي اس» في إحدى المحاكم الهولندية لفشلها في إبلاغ المستثمرين عن الآثار المالية المترتبة على تأخير إيرباص إيه 380، في حين توقع أن شركات الطيران التي وعُدت بالتسليم ستطالب بتعويض. نتيجة لذلك، أعلن رئيس «إي إيه دي إس» نويل فورجار والرئيس التنفيذي لإيرباص جوستاف هومبرت استقالاتهم يوم 2 يوليو 2006.
في 2 يوليو 2006 قَدر روتشيلد حصة شركة «بي إيه إي» بحوالي 1.9 مليار جنية استرليني (2.75 مليار يورو)، وهو أقل بكثير من توقعات المحللين، وحتى توقعات «بي ايه أي» نفسها. في 5 يوليو قامت «بي ايه أي» بتعيين مراجعي حسابات مستقلين للتحقيق في كيفية انخفاض قيمة حصتها في شركة إيرباص من التقديرات الأصلية لتقديرات روتشيلد. حيث أنهم تراجعوا عن أي احتمال بيع حتى سبتمبر على أقرب تقدير. وفي يوم 6 سبتمبر 2006 وافقت «بي إيه إي» على بيع حصتها في شركة إيرباص إلى «اي ايه دي اس» بقيمة 1.87 مليار جنية استرليني (2.75 مليار يورو أي 3.53 مليار دولار)، في انتظار موافقة حاملي أسهم شركة «بي ايه أي». حيث صوت المساهمين لصالح البيع في 4 أكتوبر.
في 9 أكتوبر 2006 استقال كريستيان سترايف، خليفة هومبرت من منصبه بسبب خلافات مع الشركة الأم «اي ايه دي اس» على مبلغ الاستقلال الذي سيمنح له لتنفيذ خطة إعادة تنظيم إيرباص. وسوف يخلفه المدير التنفيذي المشارك لويس جالوا. وبذلك تصبح ايرباص تحت سيطرة مباشرة أكبر من الشركة الأم.

#### صعوبات كاتيا
في 3 أكتوبر 2006، أعلن كريستيان سترايف أن سبب التأخير في تسليم طراز ايرباص A380 أنه تم استخدام برامج غير متوافقة لتصميم الطائرات. حيث استخدم مصنع تولوز لتجميع الطائرات أحدث إصدارات كاتيا "5" (الذي تُنتجه شركة داسو)، في حين أن مركز التصميم في مصنع هامبورغ تستخدم النسخة القديمة رقم 4. كما تم تصميم أجزاء الطائرة باستخدام برمجيات مؤسسة التكنولوجيا الوسيطية. وقد حُملت المسؤولية عن هذه المشكلة على الإدارة العليا لعدم ايلاء أولوية عالية بما فيه الكفاية على تشغيل البرنامج المتوافق عبر جميع أنحاء المنظمة. حيث كانت النتيجة أن 530 كم من كابلات وأسلاك في جميع أنحاء الطائرات كان لا بد من إعادة تصميمها بالكامل.
وقد توقع أن تصل تكلفة هذا الانحدار إلى 6.1 مليار دولار على مدى السنوات الأربع التالية. على الرغم من أن أيا من الطلبات قد ألغيت، فسوف تضطر إيرباص لدفع الملايين في عقوبات التسليم في وقت متأخر.

### إعادة الهيكلة في عام 2007
في 28 فبراير 2007، أعلن الرئيس التنفيذي للشركة «لويس جالوا» خطط الشركة لإعادة الهيكلة. التي عنونت بالسلطة8، حيث تسعى الخطة لخفض 10,000 وظيفة على مدى أربع سنوات؛ 4,300 في فرنسا، في ألمانيا 3,700، 1,600 في بريطانيا و 400 في إسبانيا. 5,000 من ال 10,000 سيكونون من المقاولين من الباطن. وتواجه مصانع في سان نازير، فاريل ووبهايم البيع أو الإغلاق، في حين تُفتح مصانع مولت، نوردينهام وفيلتون للمستثمرين. واعتبارا من 16 سبتمبر 2008 بيع مصنع وبهايم إلى اتحاد تاليس - ديل لبناء ديل إيروسبيس وتم بيع العمليات في فيلتون إلى GKN بالمملكة المتحدة. وقد نتج عن الإعلانات أن اتحادات إيرباص في فرنسا خططت للإضراب، مع احتمال أن يلحق بهم عمال شركة إيرباص الألمانية.

## المنتجات المدنية

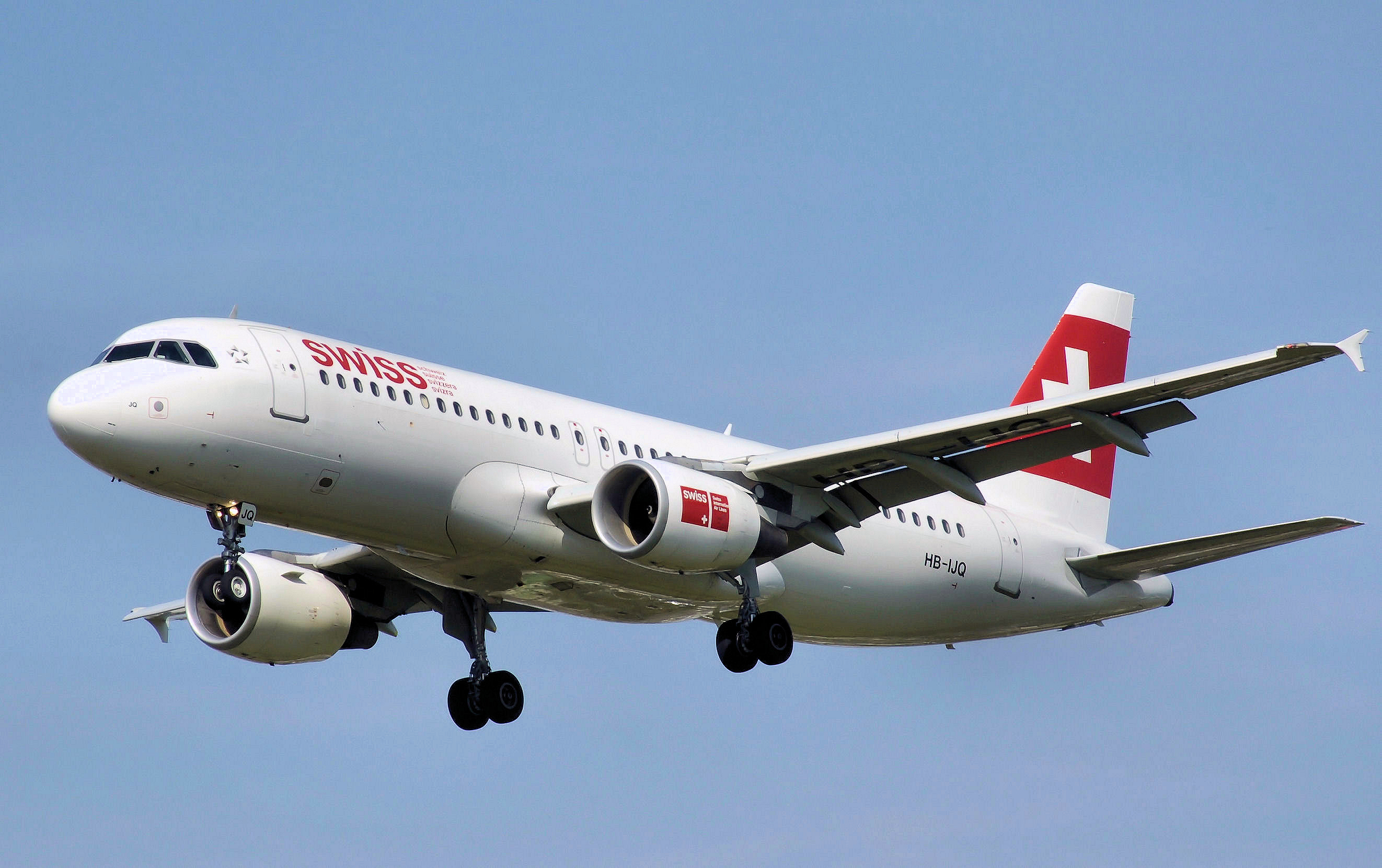
إيرباص A320، أول نموذج في A318، A319، A320، ومجموعة من طائرات A321

بدأت إيرباص خط الإنتاج ل إيه 300، أول طائرة في العالم بها ممر توأم ومحرك توأم. وتُعرف الأقصر والمحتوية على إعادة جناح، وإعادة المحركات ب A310. وبناء على هذا النجاح، أطلقت إيرباص طراز A320 مع نظام التحكم المبتكر «الطيران بالبرق». وكانت A320 ولا تزال، نجاحا تجاريا كبيرا. أما A318 و A319 هما أقصر المشتقات مع بعضهم قيد الإنشاء لشركة بز جت (إيرباص شركة جيت). وهناك نسخة ممتدة تعرف ب A321 والتي اثبتت قدرة على المنافسة مع النماذج اللاحقة من طراز بوينغ 737.
تشمل المنتجات ذات أطول مدى والبدن العريض، A330 التوأم، والطائرة ذات الاربعة محركات من طراز A340، والتي لها أجنحة فعالة، معززة بالجنيحات. وتعمل طائرات إيرباص A340 بمدى تشغيلي 16700 كيلومترا (9000 ميلا بحريا)، وهو ثاني أطول مدى لطائرة تجارية بعد طراز بوينغ 777 - 200LR (بمدى 17446 كيلومترا أو 9420 ميلا بحريا). وتفخر الشركة بصفة خاصة لاستخدامها تكنولوجيا الطيران بالبرق ونظم قمرة القيادة المشتركة في الاستخدام في جميع أنحاء الطائرات، الأمر الذي يجعل تدريب الطاقم أمرا سهلا.
تبحث إيرباص بديلا عن سلسلة إيرباص إيه 320، والتي يطلق عليها مبدئيا اسم إيرباص إن إس آر (بالإنجليزية: NSR)‏، اختصار ل«طائرات جديدة قصيرة المدى.»
حيث أشارت هذه الدراسات إلى أقصى كفاءة لاستخدام الوقود بمقدار 9-10 ٪ للNSR.
ومع ذلك اختارت شركة إيرباص تعزيز تصميم إيرباص إيه 320 باستخدام جنيحات جديدة، والعمل على تحسين الانسيابية.
حيث يجب أن يكون بهذا الطراز المُحسن تحسين كفاءة استخدام الوقود بحوالي 4-5 ٪، وقد تحول إصدار بديل لA320 إلى 2017-2018.
في 24 سبتمبر، 2009 أعلن فابريس فريجير كبير المسؤولين التشغييلين بالشركة لصحيفة «لو فيغارو» أن إيرباص تحتاج 800 مليون يورو إلى مليار يورو خلال الستة أعوام القادمة لتطوير الجيل الجديد من طائرات إيرباص وتزويد الشركة بالمعدات الازمة لذلك والمقدر لها البدء في 2015-2020.
في يوليو 2007، سلمت إيرباص آخر طائرة من طراز إيرباص إيه 300 لشركة فيديكس، مسجلة نهاية خط إنتاج A300/A310. تعتزم إيرباص نقل نشاط التجميع النهائي لإيرباص إيه 320 بتولوز إلى هامبورغ، وإنتاج A350/A380 في الاتجاه المعاكس كجزء من خطة منظمة السلطة8 التي بدأت في عهد المدير السابق للشركة كريستيان سترايف.
زودت شركة إيرباص قطع الغيار والخدمات للكونكورد حتى تقاعدها في عام 2003.
| الطائرة | الوصف                                               | المقاعد | حد أقصى     | تاريخ الإصدار | الرحلة الأولى  | التسليم الأول                            | توقف الإنتاج                  |
| ------- | --------------------------------------------------- | ------- | ----------- | ------------- | -------------- | ---------------------------------------- | ----------------------------- |
| A300    | محركان، وممرات ثنائية                               | 228-254 | 361         | مايو 1969     | 28 أكتوبر 1972 | مايو 1974 الخطوط الجوية الفرنسية         | 27 مارس 2007                  |
| A310    | محركان، وممرات مزدوجة، تعديل إيرباص إيه 300         | 187     | 279         | يوليو 1978    | 3 أبريل 1982   | ديسمبر 1985 الخطوط الجوية الجزائرية      | 27 مارس 2007                  |
| A318    | محركان، وممر واحد، تقصير 6.17 متر من إيرباص إيه 320 | 107     | 117         | أبريل 1999    | 15 يناير 2002  | أكتوبر 2003 فرونتيير إيرلانز             |                               |
| A319    | محركان، وممر واحد، تقصير 3.77 متر من إيرباص إيه 320 | 124     | 156         | يونيو 1993    | 25 أغسطس 1995  | أبريل 1996 الخطوط الجوية السويسرية       |                               |
| A320    | محركان، وممر واحد                                   | 150     | 180         | مارس 1984     | 22 فبراير 1987 | مارس 1988 الجوية المشتركة                |                               |
| A321    | محركان، وممر واحد، 6.94 متر طولا من إيرباص إيه 320  | 185     | 220         | نوفمبر 1989   | 11 مارس 1993   | يناير 1994 لوفتهانزا                     |                               |
| A330    | محركان، وممرات ثنائية                               | 253-295 | 406-440     | يونيو 1987    | 2 نوفمبر 1992  | ديسمبر 1993 الجوية المشتركة              |                               |
| A340    | 4 محركات، وممرات ثنائية                             | 239-380 | 420-440     | يونيو 1987    | 25 أكتوبر 1991 | يناير 1993 الخطوط الجوية الفرنسية        | A340 - 200 و 300: سبتمبر 2008 |
| إيه 350 | محركان، وممرات ثنائية                               | 270-350 | ديسمبر 2006 | 2011 متوقع    |                | منتصف عام 2013 الخطوط الجوية القطرية     |                               |
| A380    | 4 محركات، بطابقين، وممر مزدوج                       | 555     | 853         | 2002          | 27 أبريل 2005  | 15 أكتوبر 2007 الخطوط الجوية السنغافورية |                               |

## السجل البيئي
انضمت إيرباص لهونيويل وخطوط جيت بلو الجوية في محاولة منها للحد من التلوث، والاعتماد على النفط. فهم يحاولون تطوير الوقود الحيوي الذي يمكن أن يستخدم بحلول عام 2030. حيث تعتقد الشركات أنهم يستطيعون تغطية ما يقرب من احتياجات ثلث سكان العالم من وقود الطائرات. وهناك خطة مقترحة لإنشاء الوقود الحيوي الذي لن يؤثر على موارد الغذاء. وتعتبر الطحالب بديل ممكن لأنها تمتص ثاني أكسيد الكربون، ولن تؤثر على إنتاج الغذاء. ومع ذلك، فالطحالب وغيرها من النباتات لا تزال مجرد تجارب، ويعتبر تطوير الطحالب عملية مكلفة. قامت إيرباص مؤخرا بأول طيران بالوقود البديل. حيث يتكون من الكيروسين بنسبة 60 % و 40 % غاز مسال (بالإنجليزية: GTL)‏ في أحد المحركات. ولم يخفض هذا الوقود انبعاثات الكربون، لكنه كان خاليا من انبعاثات الكبريت. وقد كان هذا الوقود البديل قادرا على العمل بشكل سليم في محرك طائرة إيرباص، حيث أن أنواع الوقود البديلة لا ينبغي أن تؤدي إلى الحاجة لمحركات جديدة للطائرة. وتعد هذه الرحلة وجهود الشركة في المدى الطويل من الخطوات الكبيرة باتجاه الطائرات الصديقة للبيئة.

## المنافسة مع شركة بوينغ
تتنافس إيرباص بشدة مع شركة بوينغ الأميركية كل عام على طلبيات الطائرات. فعلى الرغم من أنه لديهما مجموعة واسعة من المنتجات في قطاعات مختلفة من ذات الممر الواحد لذات الجسم العريض، فطائراتهم لا تتنافس دائما رأسا لرأس. وبدلا من ذلك فإنها تستجيب مع نماذج أصغر قليلا أو أكبر قليلا من الأخرى من أجل سد أي ثغرات في الطلب، وتحقيق ميزة أفضل. فـإيرباص إيه 380، على سبيل المثال، تم تصميمها لتكون أكبر من 747. وتتنافس إيرباص إيه 350 مع نهاية عالية من 787 وحتى نهاية منخفضة من 777. وإيرباص إيه 320 أكبر من 700-737 ولكنها أصغر من 800-737. وإيرباص إيه 320 أكبر من 900-737 ولكنها أصغر من السابق 200-757. وترى شركات الطيران في ذلك فائدة لأنها تحصل على منتج أكثر اكتمالا يتراوح بين 100 مقعدا إلى 500 مقعدا أفضل من تعرض الشركات طائرات مماثلة.
في السنوات الأخيرة فاق طراز بوينغ 777 نظيره من إيرباص، والتي تشمل عائلة إيرباص إيه 340 وكذلك إيرباص إيه 330. والأصغر حجما من طراز إيرباص إيه 330 تتنافس مع 767، حيث باعت أكثر من نظيره من بوينغ في السنوات الأخيرة. ومن المتوقع أن يخفض إيرباص إيه 380 مبيعات بوينغ 747، لتحصل إيرباص على حصة من سوق طائرة كبيرة جدا، وقد أدت التأخيرات المتكرر في برنامج إيرباص إيه 380 إلى العديد من إعادة النظر ل 800-747 الجديدة. كما اقترحت إيرباص إيرباص إيه 350 لتتنافس مع طائرة بوينغ 787 سريعة البيع، بعد تعرضها لضغوط كبيرة من شركات الطيران لإنتاج نموذج منافس.
هناك حوالي 5,102 طائرة إيرباص في الخدمة، حيث تسعى إدارة شركة إيرباص لكسب أكثر من 50 في المائة من طلبيات الطائرات في السنوات الأخيرة. ولا تزال منتجات إيرباص تفوق 3 إلى 1 في الخدمة مقابل طائرات البوينغ (هناك أكثر من 4,500 طائرة بوينغ 737 وحدها في الخدمة). ويدل هذا على النجاح التاريخي - وقد دخلت إيرباص سوق الطائرات النفاثة الحديثة في وقت متأخر (1972 مقابل 1958 لشركة بوينغ).
فازت شركة إيرباص حصة أكبر من الطلبيات في 2003 و2004. كما سلمت المزيد من الطائرات في عام 2003، 2004، 2005، 2006، 2007، و2008.
في عام 2005، حققت إيرباص نصرا حيث حققت 1111 (1055 صافي) طلبية ، مقارنة ب1029 (1002 صافي) لشركة بوينغ. ومع ذلك، فازت شركة بوينغ بنسبة 55 ٪ من طلبيات عام 2005 من حيث القيمة، وذلك بسبب حصول الشركة على عدة مبيعات من «طائرات البدن العريض» على حساب إيرباص.
في عام 2006 فازت شركة بوينغ بالمزيد من الطلبات بكل المقاييس. وقد استعادت إيرباص التكافؤ اعتبارا من منتصف عام 2007.

### الطلبات والتسليمات
|                                                                                   | 2009 | 2008 | 2007 | 2006 | 2005 | 2004 | 2003 | 2002 | 2001 | 2000 | 1999 | 1998 | 1997 | 1996 | 1995 | 1994 | 1993 | 1992 | 1991 | 1990 | 1989 |
| إيرباص                                                                            | 125  | 777  | 1341 | 824  | 1111 | 370  | 284  | 300  | 375  | 520  | 476  | 556  | 460  | 326  | 106  | 125  | 38   | 136  | 101  | 404  | 421  |
| بوينغ                                                                             | 70   | 662  | 1413 | 1044 | 1002 | 272  | 239  | 251  | 314  | 588  | 355  | 606  | 543  | 708  | 441  | 125  | 236  | 266  | 273  | 533  | 716  |
| مصادر 2009: طلبيات ايرباص الصافية حتى 31 أغسطس طلبيات بوينغ الصافية حتى 1 سبتمبر. |      |      |      |      |      |      |      |      |      |      |      |      |      |      |      |      |      |      |      |      |      |

| | 2009 | 2008 | 2007 | 2006 | 2005 | 2004 | 2003 | 2002 | 2001 | 2000 | 1999 | 1998 | 1997 | 1996 | 1995 | 1994 | 1993 | 1992 | 1991 | 1990 | 1989 |
| إيرباص | 320  | 483  | 453  | 434  | 378  | 320  | 305  | 303  | 325  | 311  | 294  | 229  | 182  | 126  | 124  | 123  | 138  | 157  | 163  | 95   | 105  |
| بوينغ | 307  | 375  | 441  | 398  | 290  | 285  | 281  | 381  | 527  | 491  | 620  | 563  | 375  | 271  | 256  | 312  | 409  | 572  | 606  | 527  | 402  |
| مصادر 2009: تسليمات ايرباص حتى 31 أغسطس ؟content=displaystandardreport.cfm&optReportType=CurYrDelv تسليمات بوينغ حتى 31 أغسطس: |      |      |      |      |      |      |      |      |      |      |      |      |      |      |      |      |      |      |      |      |      |

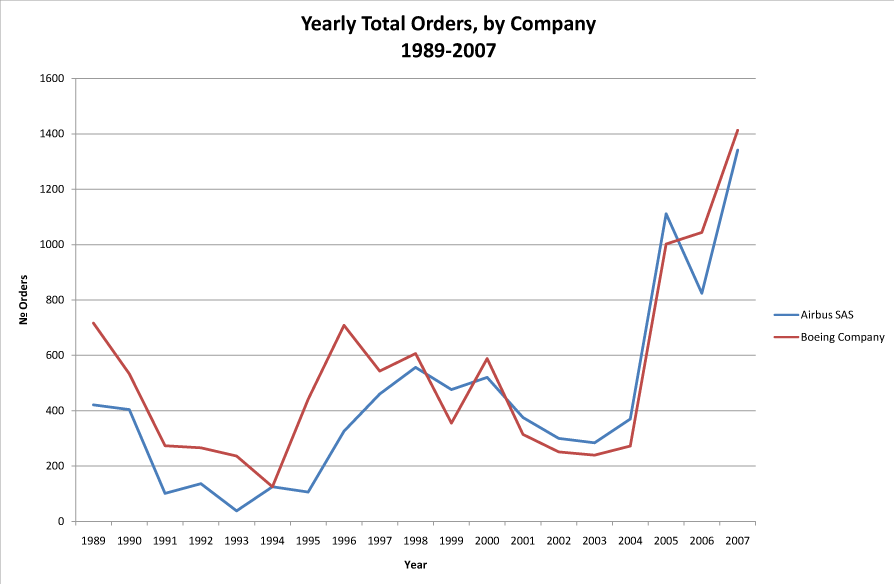
طلبات سنوية.
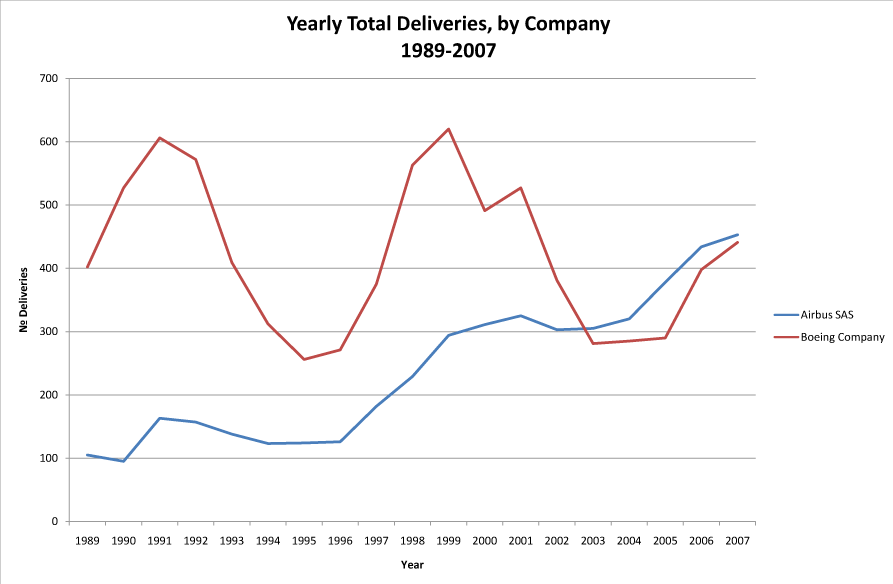
تسليمات سنوية.
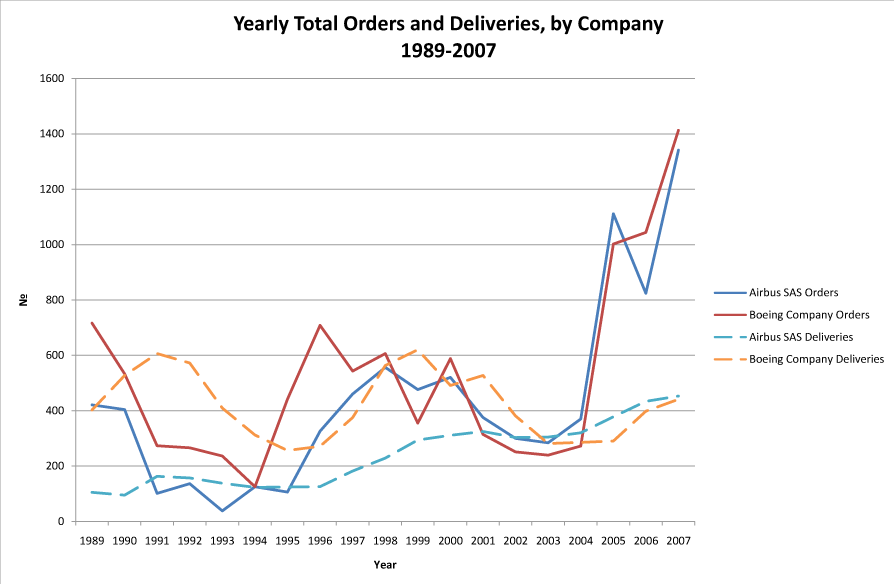
طلبات / التسليم.

### الدعم
احتجت بوينغ باستمرار على «مساعدات الإطلاق» وغيرها من أشكال المساعدات التي تقدمها الحكومة لإيرباص، في حين أن شركة إيرباص قد جادلت بأن بوينغ تتلقى الدعم العسكري غير المشروع من خلال العقود والبحوث والاعفاءات الضريبية.
في تموز 2004 قام هاري ستونسايفر (الرئيس التنفيذي اللاحق لبوينغ) باتهام إيرباص بالتلاعب باتفاقية 1992 الثنائية بين الاتحاد الأوروبي والولايات المتحدة والتي تنص على ضوابط للدعم الحكومي للطائرات المدنية الكبيرة. قامت الحكومات الأوروبية بإعطاء إيرباص استثمار واجب الأداء (RLI، وديعى «مساعدات إطلاق» من قبل الولايات المتحدة) حيث ترد الأموال مع الفائدة، بالإضافة إلى العوائد إلى أجل غير مسمى، ولكن فقط إذا حققت الطائرات نجاح تجاري. وتدعي إيرباص أن هذا النظام متوافق تماما مع اتفاقية عام 1992، وقواعد منظمة التجارة العالمية. حيث تسمح الاتفاقية بتغطية ما يصل إلى 33 ٪ من تكلفة البرنامج عن طريق القروض الحكومية التي سيتم تسديدها بالكامل في غضون 17 عاما مع الفوائد والعائدات. وتتم هذه القروض بمعدل فائدة أدنى يعادل تكلفة الاقتراض الحكومي بالإضافة إلى 0.25 ٪، والذي من شأنه أن يكون أقل من أسعار السوق المتاحة لإيرباص من دون دعم حكومي. كما تدعي إيرباص أنه منذ التوقيع على الاتفاقية بين الاتحاد الأوروبي والولايات المتحدة في عام 1992، قامت إيرباص بإعادة دفع أكثر من 6.7 مليار دولار للحكومات الأوروبية وهذا يشكل 40 ٪ أكثر مما تلقت.
وقد جادلت إيرباص بأن العقود العسكرية برميل لحم الخنزير الممنوحة للبوينغ (ثاني أكبر مقاول دفاعي أمريكي) هي في الواقع شكل من أشكال الدعم (انظر كيه سي 767 بوينغ بوينغ 767 جدل التعاقد العسكري). كما توفر عملية دعم الحكومة الأمريكية لتطوير التكنولوجيا عن طريق وكالة ناسا دعما كبيرا لشركة بوينغ، كما توفر الإعفاءات الضريبية الكبيرة المقدمة لشركة بوينغ، والتي يدعي بعض الناس أنها انتهاك لاتفاق عام 1992، وقواعد منظمة التجارة العالمية. كما تم تقديم الدعم المالي المباشر لمنتجات بوينغ الأخيرة مثل 787 من الدولة والحكومات المحلية.
في يناير عام 2005 قام كلا من ممثلي تجارة الإتحاد الأوروبي والولايات المتحدة، بيتر ماندلسون، وروبرت زوليك (منذ استبداله روب بورتمان) على التوالي، بالموافقة على إجراء محادثات تهدف إلى نزع فتيل التوتر المتزايد. لم تسفر هذه المحادثات عن حل النزاع بل زادت من العداء بدلا من الاقتراب من تسوية.

### دعوى منظمة التجارة العالمية
في 31 مايو 2005 قامت الولايات المتحدة برفع دعوى قضائية ضد الاتحاد الأوروبي لتقديم دعم غير قانوني لإيرباص. وبعد 24 ساعة، قام الاتحاد الأوروبي بتقديم شكوى ضد الولايات المتحدة احتجاجا على دعمها لشركة بوينغ.
| سنظل موحدين في عزمنا أن هذا النزاع لن يؤثر على تعاوننا في المسائل الثنائية وتوسيع نطاق التجارة المتعددة الأطراف. لقد عملنا معا بشكل جيد حتى الآن، وننوي الاستمرار في القيام بذلك. |
| —نص البيان المشترك |

أصدر كلا من بورتمان (من الولايات المتحدة الأمريكية) وماندلسون (من الاتحاد الأوروبي) بيانا مشتركا يؤكد استمرار العلاقات بين الكيانين وعدم ترك خلافهما يأثر على العلاقات.
تزايدت التوترات حول دعم طائرة إيرباص إيرباص إيه 380 حيث تزايدت إلى حرب تجارة محتملة بسبب الإصدار الوشيك لطراز إيرباص إيه 350. وتنوي إيرباص إطلاق برنامج إيرباص إيه 350 بمساعدة قروض الدولة التي تغطي ثلث تكاليف التطوير، على الرغم من أنها ذكرت أنها ستطلق بدون هذه القروض إذا لزم الأمر. وسوف تتنافس إيرباص إيه 350 مع مشروع بوينغ الأكثر نجاحا في السنوات الأخيرة، طائرة 787 دريملاينر.
شكك مسؤولون في الاتحاد الأوروبي للتجارة في التمويل المقدم من وكالة ناسا، في وزارة الدفاع (لا سيما في شكل من أشكال عقود البحث والتطوير التي تفيد بوينغ)، وكذلك التمويل من أمريكا (خاصة في ولاية واشنطن، ولاية كانساس وولاية الينوي) لإطلاق طائرات من بوينغ، لا سيما 787.

## المنتجات العسكرية
في يناير عام 1999 قامت إيرباص بتأسيس شركة منفصلة، "إيرباص الحربية ساس"، لإجراء تطوير وإنتاج طائرات نقل تكتيكية تعمل بطاقة الدفع التوربيني "إيرباص ايه 400 إم". ويتم تطوير A400M من قبل عدد من أعضاء منظمة حلف شمال الأطلسي، بلجيكا، فرنسا، ألمانيا، لوكسمبورغ، إسبانيا، تركيا والمملكة المتحدة، وذلك كبديل لسي 130 هيركوليز. وسوف ينخفض التوسع في سوق الطائرات العسكرية، وذلك لا ينفي، تعرض إيرباص لآثار التقلبات الدورية في مجال الطيران المدني.
وفي 25 فبراير 2008، أُعلن أن شركة إيرباص قد حصلت على طلبية لثلاث طائرات تزويد وقود بالصهاريج متعددة الأدوار (MRTT) (مقتبس من طائرات الركاب إيرباص إيه 330) من دولة الإمارات العربية المتحدة.
في 1 مارس 2008، أُعلن أنه قد تم فوز اتحاد من شركة إيرباص وشركة نورثروب غرومان بعقد قيمته 35 مليار دولار لبناء طائرة التزويد بالوقود الجديدة كي سي - 45A (وقد قامت الولايات المتحدة ببناء نسخة من MRTT) للقوات الجوية الأمريكية  ومع ذلك كان القرار، خاضعا لشكوى رسمية من شركة بوينغ 
أما حاليا فنجد كلا من الشركتين العملاقتين، إيرباص وبوينغ تتنافس للحصول على عقد قيمته 40 مليار دولار من سلاح الجو الاميركي لتزويد الطائرات بالوقود في الجو، والتي وصفتها صحيفة «وول ستريت جورنال» بإعادة بدء المنافسة من أجل الحصول على الطلبية.

## وجود التصنيع الدولي

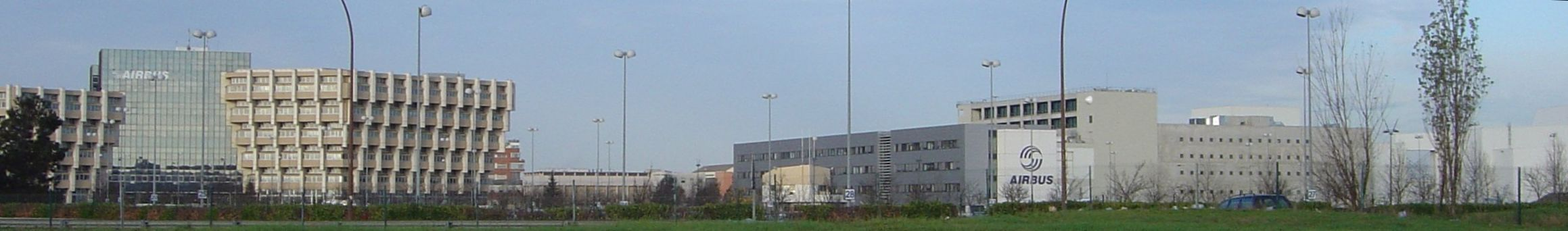
مصنع ايرباص الرئيسي في تولوز والذي يقع بالقرب من مطار تولوز بلانياك.)

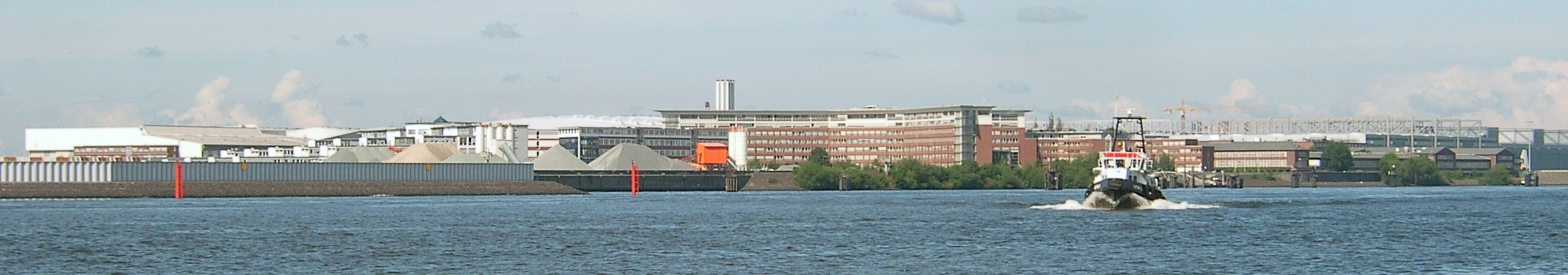
مصنع ايرباص الرئيسي في هامبورغ، ألمانيا

خطوط التجميع النهائى لإيرباص في تولوز (فرنسا) (خطان تجميع)، هامبورغ (ألمانيا) (خط تجميع واحد)، إشبيلية (إسبانيا) لإيرباص A400M وتيانجين، الصين لسلسلة إيرباص إيه 320.
ومع ذلك فإيرباص، لديها عدد من المصانع الأخرى في مواقع أوروبية مختلفة، مما يعكس تأسيسها اتحاد. حلاً لمشكلة نقل قطع غيار الطائرات بين مختلف المصانع ومصانع التجميع، تم استخدام "بيلوغا" وهي طائرات موسعة خصيصا قادرة على حمل قطاعات بأكملها من جسم الطائرة من طائرات إيرباص. كما تم بحث هذا الحل من قبل شركة بوينغ، التي عدلت 3 من الطائرة طراز 747 لنقل أجزاء من طراز 787. ويوجد استثناء من هذا المخطط وهو إيرباص إيه 380، التي بها جسم وأجنحة كبيرة جدا بالنسبة لبيلوجا، فكان يتم إحضار أجزاء إيرباص إيه 380 الكبيرة من السفينة إلى بوردو، ومن ثم تنقل إلى مصنع التجميع في تولوز على طريق موسع خصيصا لهذا الغرض.
تعد أمريكا الشمالية منطقة هامة لشركة إيرباص، سواء من حيث مبيعات الطائرات أو الموردين. فهناك 2,000 طائرة من مجموع ما يقرب من 5,300 طائرة إيرباص تباع في جميع أنحاء العالم، الذين يمثلون كل طائرة في خط الإنتاج من إيرباص إيه 320 ذات 107 مقعد إلى إيرباص إيه 380 ذات 565 مقعد، تُطلب بواسطة عملاء من أمريكا الشمالية. ووفقا لشركة إيرباص، فالمقاولين الأمريكيين، يدعموا ما يقدر ب 120,000 فرصة عمل، ويحصلوا على ما يقدر بمبلغ 5.5 مليار (2003). فعلى سبيل المثال، فإصدار واحد من إيرباص إيه 380 به 51% محتوى أمريكي من حيث حصتها في قيمة العمل.
افتتحت شركة «إيرباص اي ايه دي اس»، في عام 2009، مصنع تجميع في تيانجين، الصين للطائرات من سلسلة إيرباص إيه 320. وسيتم تسليم أول طائرة لسيشوان ايرلاينز وسيكونا AVIC الأولى AVIC الثاني شركاء محليين لموقع «اي ايه دي اس»، حيث سترسل عمليات التجميع الفرعية من المصانع في مختلف أنحاء العالم.
وسوف يتم بناء مصنع في موبيل بولاية ألاباما لكيه سي 45 ايه وإيرباص إيه 330 وإيرباص إيه 330 خصيصاً
بدأت إيرباص بناء مصنع تصنيع مكونات بقيمة 350 مليون دولار في هاربين، الصين في يوليو 2009، والذي سوف يعمل به 1,000 شخص. ومن المقرر أن يتم تشغيله بحلول نهاية عام 2010، المصنع ذو ال 30,000 متر² سيقوم بتصنيع أجزاء المركبة وتجميع حزم العمل المركب لاكس دبليو بي من طراز إيرباص إيه 350، إيرباص إيه 320 وبرامج إيرباص في المستقبل. يملك كلا من «هاربين لصناعة الطائرات»، «Hafei صناعة الطيران المحدودة»، «AviChina للصناعة والتكنولوجيا» وغيرها من الشركات الصينية حصة 80 % من مصنع إيرباص في حين تسيطر إيرباص على 20 % الباقية.

## بيانات العمالة

### القوى العاملة عن طريق المواقع
| إيرباص موقع ¹                        | الدولة           | القوى العاملة                     |
| ------------------------------------ | ---------------- | --------------------------------- |
| تولوز (تولوز، كولومييه، بلانياك)     | فرنسا            | 16.992                            |
| هامبورغ (فنكنويردر، شتاده، بكستيهود) | ألمانيا          | 13.420                            |
| بروتون، (فلينتشير)، ويلز             | المملكة المتحدة  | 5.031                             |
| بريستول (فيلتون)، إنجلترا            | المملكة المتحدة  | 4.642                             |
| بريمن                                | ألمانيا          | 3.330                             |
| مدريد (خيتافي، إليسكاس)              | إسبانيا          | 2.484                             |
| سان نازير                            | فرنسا            | 2.387                             |
| نوردينهام                            | ألمانيا          | 2.086                             |
| نانت                                 | فرنسا            | 1996                              |
| ألبرت (مولت)                         | فرنسا            | 1.288                             |
| فاريل                                | ألمانيا          | 1.191                             |
| وبهايم                               | ألمانيا          | 1.116                             |
| كاديز (بورتو ريال مدريد)             | إسبانيا          | 448                               |
| واشنطن العاصمة. (هيرندون، أشبورن)    | الولايات المتحدة | 422                               |
| بكين                                 | الصين            | 150                               |
| ويتشيتا                              | الولايات المتحدة | 200                               |
| موبايل، ألاباما                      | الولايات المتحدة | 150                               |
| ميامي (ميامي سبرينغز)                | الولايات المتحدة | ؟                                 |
| اشبيلية                              | إسبانيا          | ؟                                 |
| موسكو                                | روسيا            | ؟                                 |
| تيانجين                              | الصين            | مخطط                              |
| هاربين                               | الصين            | 1,000 (يفتح بحلول نهاية عام 2010) |
| الإجمالي                             |                  | 56٬966 +                          |

(البيانات كما في 31 ديسمبر، 2006) 
¹ اسم المنطقة الحضرية/المدنية يظهر أولا، ثم بين قوسين تأتي المواقع الدقيقة للمصانع

## نظام ترقيم طائرات إيرباص
نظام ترقيم إيرباص هو نموذج رقمي حرفي عددي متبوعا بشرطة وثلاثة أرقام.
يأخذ رقم النموذج شكل حرف «إيه - A» متبوعا برقم ثلاثة، ثم يتبع عادة برقم صفر (ما عدا في حالة كل من إيرباص إيه 320، إيرباص إيه 319، إيرباص إيه 320 وإيرباص إيه 400إم)، على سبيل المثال إيرباص إيه 320. وتمثل الثلاثة أرقام المتعاقبة سلسلة الطائرة، والشركة المصنعة للمحرك ورقم إصدار المحرك على التوالي. لاستخدام A320 - 200 مع محركات المنظمة الدولية للطيران محركات (Íáé) محركات في 2500-إيه1. على سبيل المثال؛ 2 هو رمز للمجموعة 200، 3 لÍáé ومشغل الإصدار 1، وبالتالي فإن رقم الطائرة A320 - 231.
وأحيانا يتم استخدام رقما إضافيا. مثل، "C" للحصول على إصدار كومبي (ركاب / شحن)، "F" لنموذج الشحن، "R" لنموذج طويل المدى، و"X" للنموذج المحسن.

### رموز المحركات
| رمز | شركة التصنيع          |
| --- | --------------------- |
| 0   | جنرال إلكتريك للطيران |
| 1   | سي اف ام الدولية      |
| 2   | برات آند ويتني        |
| 3   | محركات ايرو الدولية   |
| 4   | رولز رويس             |
| 6   | تحالف المحرك          |

## روابط إضافية
- الموقع الرسمي إيرباص
- ايرباص أمريكا الشمالية
- صور لأسطول طائرات إيرباص
- ياهو! -- ايرباص ساس الشركة بالكامل
- قوائم الإنتاج الكامل لجميع طرازات إيرباص
- أول طائرة ايرباص A380 تشكيل الطيران -- صور

### وثائق رئيسية لإيرباص
- اجتماع ايرباص السنوي 2006 مراجعة (PDF)
- نتائج ايرباص 2006 (PDF)
- نتائج ايرباص 1989 -- 2006 (xls.)
- ايرباص طلبيات وتسليم 1974 - فبراير 2008 (xls.)